# シュヴァルナス
シュヴァルナス（Švarnas, 1236年/1240年頃 - 1270年頃）は、ガリツィア西部の公。 影響力のある指導者であり、隣国のリトアニア大公国内部の権力抗争に巻き込まれたことにより短期間（1267年 – 1269年）、大公位についている。またホルム公として、ホルム（現在のポーランドのヘウム）の町を支配下においている。

## 名前
シュヴァルナスについて知られていることはごくわずかであり、その名前ですら全体的には確かなものではない。この支配者に関する原本の文章は極めて乏しく、その名前に関しては様々な形で言及されている。例えば最初に出版されたリトアニア年代記ではシュヴァルナスの名をシュヴァルノとして言及しているが、それ以降の版では恐らくはリトアニアの名前であるスキルマンタス をルーシ語風にしたスキルモント並びにスキルムントの名が使われている。 同時代の資料はまたイオアン (Иоанн)というシュヴァルナスのキリスト教名を言及している。現在、シュヴァルナスは様々な歴史上の文献において、リトアニア語のŠvarnas、ウクライナ語のШварно、ロシア語及びベラルーシ語のШварн、ポーランド語のSzwarnoといった色々な名前が知られている。これ等は皆、Svaromirという スラヴ人の名前の親愛語形の可能性が高いシュヴァルンと言う名の翻訳である。

## 生涯
リューリク朝出身のダヌィーロ・ロマーノヴィチの息子の一人である
シュヴァルナスは父が治めていたハールィチ・ヴォルィーニ大公国西部を相続した。この土地はハールィチその物の都市を含み、ブーク川を横切るに等しいベルズ、チェルヴィンa、ミエルニク、ドロヒチン、 そして最終的にはホルム (1264年以降)をも有する赤ルーシの地であった。兄弟のレーヴ1世は リヴィヴとプシェムィシルの都市がある南部を相続し、ローマンはルツクとテレボヴィルの公国の相続人となった。
ダヌィーロの統治期間中にハリィーチの領主はしばしば略奪のために襲撃してくるリトアニア人と言う共通の脅威に対抗するために隣国のポーランドと同盟を結んだ。しかしながら1255年、あるいはその前年にシュヴァルナスは1253年にリトアニア国王となったミンダウガスの名の知られていない娘と結婚した。この同盟によりハリィーチとリトアニアの君主は共同してポーランドに対する大規模な遠征に着手することとなった。既に1255年にはルブリンを襲撃し、1262年には主にマゾフシェに対する遠征が開始された。シュヴァルナスとトレニオタはプウォツクを占領してシュヴァルナスの義兄弟であるマゾフシェ公シェモヴィト1世のいるヤズドヴ (現在のワルシャワ)を包囲した。最終的にシェモヴィト1世はシュヴァルナスの軍勢に殺され、その息子であるコンラート2世は捕えられた。ポーランドの救援軍は間に合わず、1262年8月5日のドルゴシドロの戦いで敗北した。
1264年にダヌィーロは名目上のハールィチ・ヴォルィーニ全土の大君主となると直ぐにポーランドへの遠征を開始したが、この時の目標は小ポーランドであった。しかしながら、参加した軍勢がスカリスチェフ、タルチェク、ヴィスリツァへの略奪をどうにか出来たにも係らず、この時の遠征はの成功は小規模なものとなり、ルーシ＝リトアニア連合軍は撃退された。ヨトヴィンギアスの補助軍はブリヤンスクでボレスワフ5世に敗北した。翌年にボレスワフ5世はシュヴァルナスとその兄弟であるヴァスィリーコ・ロマノーヴィチへの反撃を開始して1266年6月19日初めにヴロタで撃破した。この敗北はシュヴァルナスの領地における立場を弱めることとなった。
この間の1263年にミンダウガスは暗殺された。ミンダウガス暗殺による混迷は土着と外国の支配者の権力闘争と言う形で公国を乱れさせることとなった。シュヴァルナスはミンダウガスの息子で自身の義兄弟であるヴァイシュヴィルガスを支援した。両人は共同してトレニオタを廃位させてダウマンタスをプスコフへ追い払った。1267年にヴァイシュヴィルガスが修道院生活に戻ると、シュヴァルナスが新大公となった。シュヴァルナスによるリトアニア統治の細部は知られておらず、恐らくは国内では強力な地盤を得れなかったと思われる。しかしながらシュヴァルナスは明らかに公平に国境線を拡大させることに成功している。1267年に自らの兄弟であるムスチスラフをヤセデラ川で撃破してトゥーロフとピンスクを占領することで軍事遠征を成功させている。シュヴァルナスはヴォルガ・タタール人への遠征を行い、バラクライ・ハーンを コイダノフ(現在のベラルーシのドジャルズィンク)戦いで破ったことでマズィル、チェルニーヒウ、カラチェフ及びスタロドゥーブを占領することを可能にした。しかしながら、リトアニアにおける権力闘争は続いたままであった。明白な勝利者が現れる前にシュヴァルナスは1269年から1271年の間にホルムで死去し、今日の聖母マリア生誕教会堂が占める場所に建てられた正教会の教会に埋葬された。シュヴァルナスの死後にその領土の大部分はリトアニアに戻り、リトアニア高地出身の以前はあまり知られていなかったトライデニスによる支配が始まった。